# Paczensky

Stammwappen derer von Paczensky

Von Paczensky und Tenczin ist der Name eines alten oberschlesischen Adelsgeschlechts.

## Geschichte
Die Familie erscheint urkundlich erstmals 1316 mit Prosho de Pacyna, Notar des Herzogs Wladislaus II. von Beuthen-Cosel. Die sichere Stammreihe beginnt mit den Brüdern Jan dem Älteren (* um 1500) und Nikolaus (* um 1510) von Paczyna. Am 28. Juli 1692 erlangen Albert Leopold Paczensky und seine Vettern Adam Wenzel und Georg Friedrich  die Anerkennung über die Stammesverwandtschaft mit den ausgestorbenen Grafen von Tenczin und zugleich die Reichsgrafenwürde mit der Erlaubnis sich von Tenczin nennen zu dürfen.

## Wappen

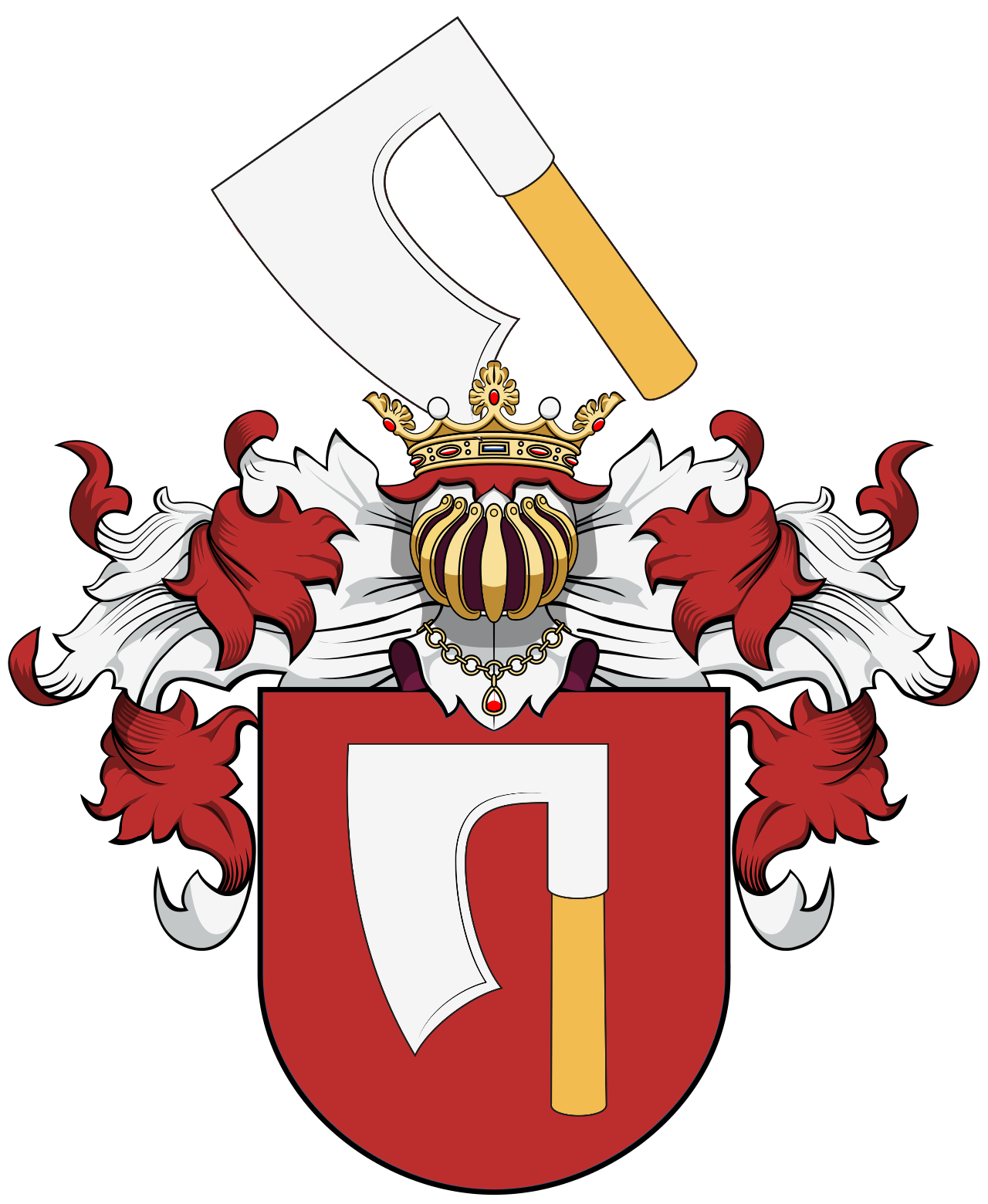
Topór-Wappen

Das Stammwappen zeigt in Rot ein aufgerichtetes gold-begrifftes silbernes Streitbeil mit rechtsgekehrter Schneide. Auf dem Helm mit rot-silbernen Decken das Beil schrägrechts liegend.
Wappen und Familie gehören zum Stamm Topór der polnischen Szlachta.

## Bekannte Familienmitglieder
- Albert Leopold Graf Paczensky von Tenczin (1639–1706), ab 1688 Kanzler des Fürstentums Oppeln-Ratibor, erbaute 1700 das massive Schloss in Bitschin
- Georg Friedrich Wilhelm von Paczensky und Tenczin (1746–1812), Regierungspräsident, erbaute 1800 das Schloss in Bischdorf, Kreis Kreuzburg/O.S.
- Carola von Paczensky und Tenczin (* 1958), Staatsrätin der Justizbehörde der Freien und Hansestadt Hamburg[2]
- Gert von Paczensky (1925–2014), Journalist, Schriftsteller und Restaurantkritiker
- Karl Heinrich von Paczensky und Tenczin (1731–1806), preußischer Generalmajor
- Otto von Paczensky und Tenczin (1850–1917), preußischer Generalmajor
- Susanne von Paczensky (1923–2010) geborene Czapski, Ehefrau von Gert von P., Journalistin
- Theodor von Paczensky und Tenczin (1851–1932), preußischer Generalleutnant